# 야마다 켄타
야마다 켄타(일본어: 山田健太, 1991년 4월 28일 ~ )는 일본의 배우이다.